# Neglerioza
Neglerioza (łac. naegleriasis, ang. negleriasis) – rzadka choroba pasożytnicza, ostre pierwotne zapalenie mózgu i opon mózgowo-rdzeniowych wywoływane przez pierwotniaka Naegleria fowleri (ang. primary amoebic meningoencephalitis, PAM; łac. meningoencephalitis amoebica primaria)

## Epidemiologia
Przypadki inwazji tym pierwotniakiem obserwowano u ludzi na całym świecie. W Polsce pierwotniak jest rzadki, a przypadków negleriozy do tej pory nie zanotowano. W latach 1962–1965 w czechosłowackim Uściu nad Łabą opisano 16 śmiertelnych przypadków negleriozy u młodych pływaków, korzystających z jednego krytego basenu, którego woda zawierała pełzaki.

## Etiologia

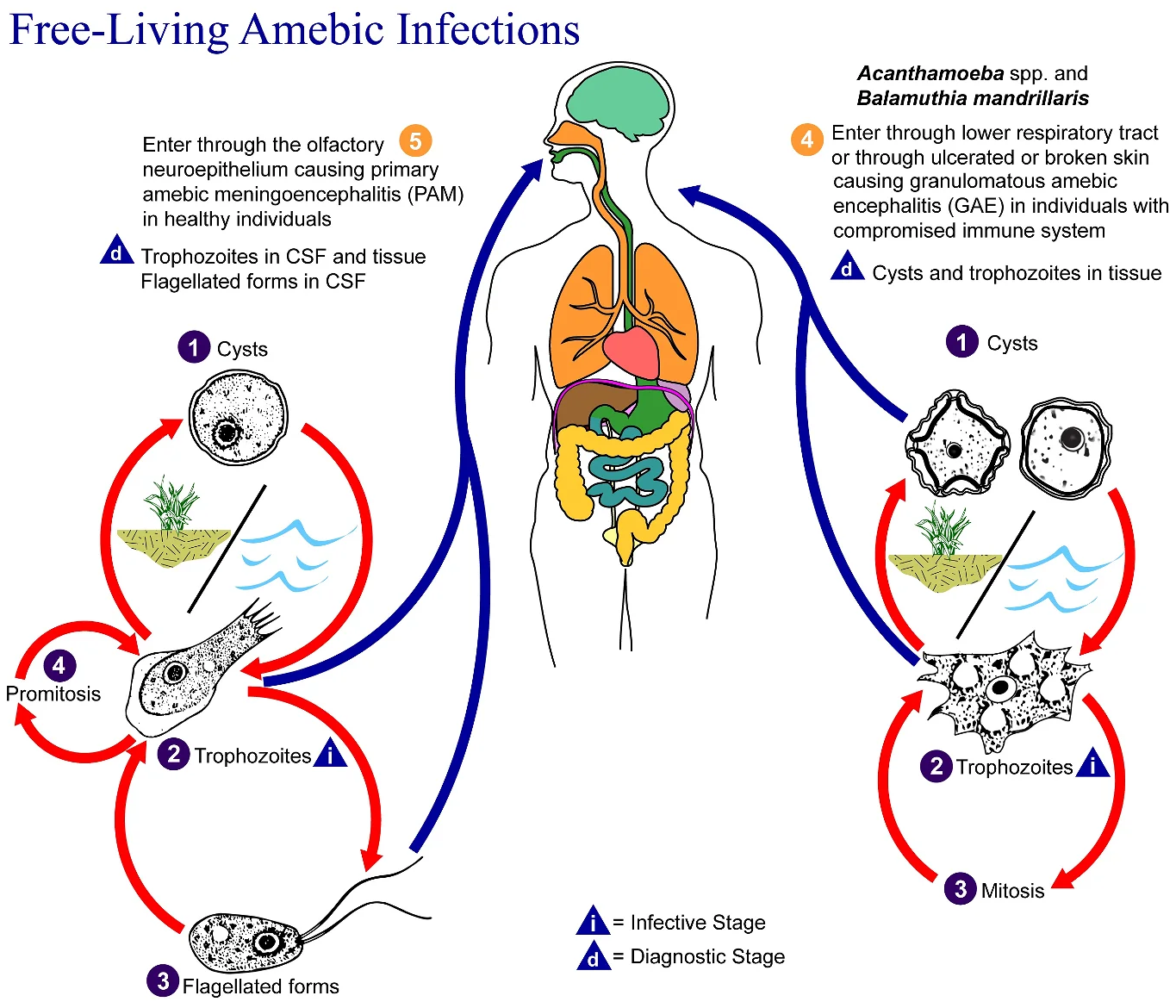
Cykl życiowy Naegleria fowleri.

Pierwotniak Naegleria fowleri występuje w wodach słodkich, wilgotnych glebach i powietrzu. Do zakażenia może dochodzić przez jamę nosowo-gardłową podczas kąpieli w basenie, jeziorze. Pierwotniak przenika poprzez wypustki komórek węchowych do mózgu.

## Objawy i przebieg
Choroba występuje w około tydzień od zarażenia. Przebiega z gorączką, silnymi bólami głowy, zaburzeniami widzenia, nudnościami i wymiotami. Mogą wystąpić zaburzenia psychiczne, pod postacią splątania lub pobudzenia, rzadziej halucynacji. Choroba zwykle doprowadza do śmierci w ciągu 72 godzin.

## Rozpoznanie

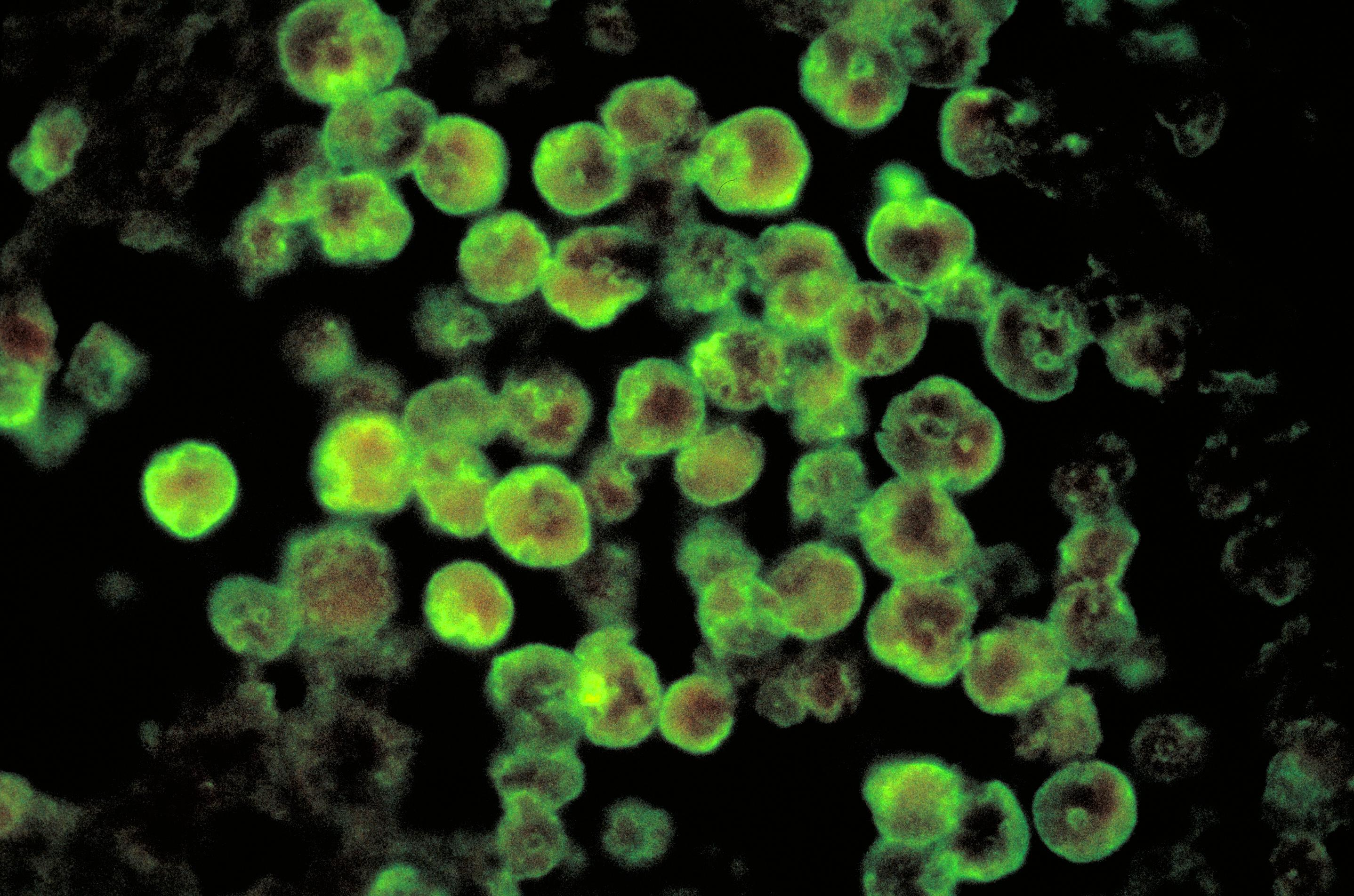
Pełzaki w płynie mózgowo-rdzeniowym pacjenta z negleriozą, uwidocznione w immunofluorescencji bezpośredniej.

Diagnostyka choroby jest bardzo trudna, pełzaka wykrywa się w preparatach bezpośrednich, trwałych barwionych (głównie z płynu mózgowo-rdzeniowego) bądź dopiero w hodowli próbek pobranych podczas badania autopsyjnego.
W opisanych przypadkach płyn mózgowo-rdzeniowy miał barwę żółtobiałą bądź szarą, był podbarwiony krwią, ze zwiększonym odsetkiem granulocytów i stężeniem białka.

## Leczenie
Nie opracowano standardu leczenia choroby. Postuluje się wykorzystanie preparatów przeciwgrzybiczych (amfoterycyna B, ketokonazol, mikonazol) i sulfonamidów.